# Ōmuta

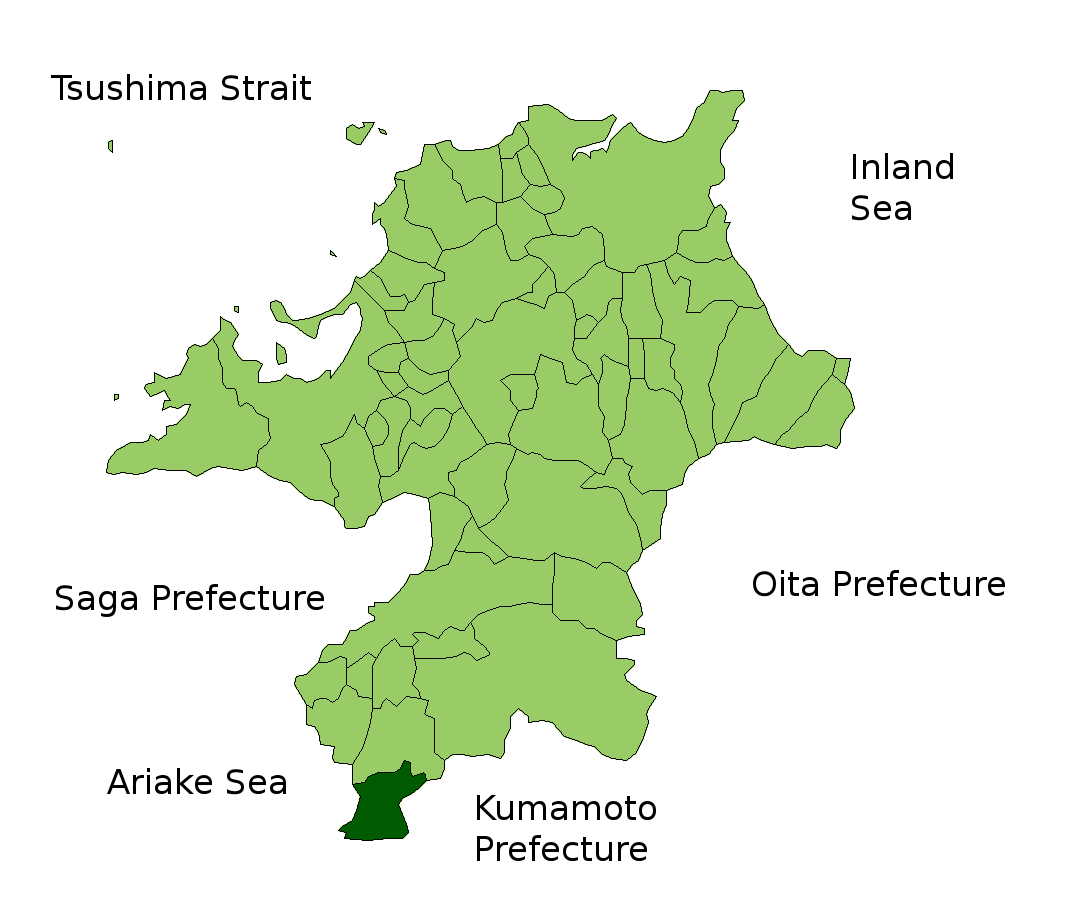

Ōmuta (大牟田市 Ōmuta-shi?) este un municipiu din Japonia, prefectura Fukuoka.